# Tour della nazionale maschile di rugby a 15 della Francia 1986
Nel 1986 la nazionale francese di rugby a 15 si reca in tour in Argentina, Australia e Nuova Zelanda: disputa 4 test match con tre sconfitte e una vittoria, oltre ad altri incontri contro selezioni provinciali o ad inviti.

## Risultati principali
Sistema di punteggio:  meta = 4 punti, Trasformazione=2 punti .Punizione e calcio da mark=  3 punti. drop = 3 punti. 

### Itest match
| Arbitro: | Robert Fordham |

|                     |      |                      |
| 44’ Ure             | mt   | 33’ Bonneval         |
| 44’ Porta           | tr   |                      |
| 35’, 48’, 66’ Porta | c.p. | 6’, 39’, 58’ Laporte |

| Arbitro: | Robert Fordham |

|                     |      |                                      |
|                     | mt   | 3’ Lescarboura 24’ Sella 68’ Dubroca |
|                     | tr   | 24’, 68’ Lescarboura                 |
| 15’, 45’, 76’ Porta | c.p. | 31’, 80’ Lescarboura                 |

| Arbitro: | Fred Howard |

|                                     |      |                           |
| 26’ Campese                         | mt   | 25’, 55’ Blanco 65’ Sella |
| 26’ Lynagh                          | tr   | 55’ Laporte               |
| 15’, 22’, 32’, 60’, 75’, 78’ Lynagh | c.p. |                           |
| 57’ Lynagh                          | drop |                           |

| Arbitro: | Fred Howard |

|                     |      |                           |
| 18’ Brewer          | mt   |                           |
| 18’ Cooper          | tr   |                           |
| 46’ Cooper          | c.p. | 37’, 45’, 69’ Lescarboura |
| 10’ 33’, 71’ Botica | drop |                           |

### Gli altri incontri
| Paraná 2 giugno 1986 | Invitación XV | 24 – 45 | Francia XV | Unión Entrerriana de Rugby\| Arbitro: \| David Fordham \| |
| Arbitro:             | David Fordham |         |            |                                                           |

| Brisbane 14 giugno 1986 | Queensland | 9 – 48 | Francia XV | Ballymore Stadium |

| Canberra 17 giugno 1986 | ACT | 18 – 18 | Francia XV |  |